# Friedrich Hayn
Friedrich Karl Traugott Hayn, född 14 maj 1863 i Auerbach, Sachsen, död 9 september 1928, var en tysk astronom.
Hayn blev 1891 observator vid observatoriet i Leipzig, var 1894–1896 astronom vid Reichsmarineamt och anställdes ånyo i Leipzig 1896. Hans främsta arbete är Selenographische Koordinaten (tre delar, 1902–1907), undersökningar över månen.